# Battexey
Battexey – miejscowość i gmina we Francji, w regionie Grand Est, w departamencie Wogezy.
Według danych na rok 1990 gminę zamieszkiwały 23 osoby, a gęstość zaludnienia wynosiła 8 osób/km² (wśród 2335 gmin Lotaryngii Battexey plasuje się na 1022. miejscu pod względem liczby ludności, natomiast pod względem powierzchni na miejscu 1184.).